# زمرة وحدوية
في الرياضيات، الزمرة الوحدوية من الدرجة n، والمشار إليها بـU(n)، هي زمرة المصفوفات الوحدوية n × n، مع عملية زمر الجداء المصفوفي. الزمرة الوحدوية هي زمرة جزئية من الزمرة الخطية العامة GL(n, C). يعد اسم زمرة التعامد الفائق اسما قديما للزمرة الوحدوية، خاصة على الحقول المحدودة. لزمرة المصفوفات الوحدوية ذات المحدد 1.